# Линате (Милано)
Линате је насеље у Италији у округу Милано, региону Ломбардија.
Према процени из 2011. у насељу је живело 1080 становника. Насеље се налази на надморској висини од 107 м.